# 1808
Évszázadok: 18. század – 19. század – 20. század
Évtizedek: 1750-es évek – 1760-as évek – 1770-es évek – 1780-as évek – 1790-es évek – 1800-as évek – 1810-es évek – 1820-as évek – 1830-as évek – 1840-es évek – 1850-es évek
Évek: 1803 – 1804 – 1805 – 1806 –  1807 – 1808 – 1809 – 1810 – 1811 – 1812 – 1813

## Események

### Határozott dátumú események
- január 1. – Az Egyesült Államokban életbe lép a rabszolgák behozatalát tiltó, előző évben hozott törvény.[1]
- január 6. – I. Ferenc császár a Habsburg Birodalomban megalapítja a Lipót-rendet.[2]
- január 28. – Brazília megnyitja kikötőit a kontinentális zárlat alatt álló angol hajók számára.
- február 21. – Orosz csapatok hadüzenet nélkül behatolnak Finnországba, három hét alatt elfoglalják Helsinkit, novemberre az egész országot.[3]
- március 18. – Spanyolországban felkelés tör ki Manuel Godoy kormányfő ellen az asztúriai herceg, Ferdinánd vezetésével. (Ferdinánd régóta nyílt harcban áll az apjával, IV. Károllyal.)[4]
- március 19. – Fia, Ferdinánd asztúriai herceg támogatói elfogják IV. Károly spanyol királyt, és lemondatják.[5][6]
- május 2. – VII. Ferdinánd spanyol király lemond trónjáról.[5]
- május 5. – IV. Károly ismételten lemond a spanyol trónról Napóleon javára.[4]
- május 10. – Napóleon az öccsét, Joseph-et nevezi ki Spanyolország királyának.[4]
- június 6. – Joseph Bonaparte elfoglalja a spanyol királyi trónt.[5]
- július 14. – Az első nő, aki elérte a Mont Blanc csúcsát: Marie Paradis.[7]
- július 28. – Felkelő csapatok megdöntik IV. Musztafa oszmán szultán hatalmát; az új szultán II. Mahmud lesz.[8]

### Határozatlan dátumú események
- december – I. Napóleon megtámadja Spanyolországot.
- az év folyamán –
  - A festészet történetének első modern festménye: Goya az „1808 május harmadikai sortűz”, mely szimbólummá és az egyik legtöbbet reprodukált művé válik.
  - Kazinczy Ferenc meghirdeti anyanyelvünk megújítását célzó korszakos jelentőségű programját.
  - Párizsban felépül az Arc de Triomphe du Carrousel nevű diadalív.
  - József nádor létrehozza a Szépítő Bizottmányt. (Ez a városigazgatástól függetlenített testület határozta meg és tartatta be az építési előírásokat, illetve tervezte meg a város fejlesztését és e fejlesztések finanszírozását. Első törekvései közé tartozott a Kirakódó tér környékének rendezése.)
  - A pesti Városliget volt a világ első nyilvános, mindenki számára nyitott parkja, amelyet 1808-ban császári rendeletre kezdtek kialakítani hétezer fa ültetésével.
  - A pozsonyi országgyűlésen a VII. törvénycikkbe iktatták a magyar katonai akadémia , a Ludovika Akadémia megalapítását. József nádor indítványozta a Magyar Nemzeti Múzeum, mint a magyar vonatkozású gyűjtemények létrehozását, amelyhez hozzátartozna a Széchényi Ferenc által 1802-ben megalapított Nemzeti Könyvtár is.
  - I. Mária portugál királynő udvara Brazíliába érkezik.[9]

## Az év témái

### 1808 az irodalomban
- Megjelenik Pápay Sámuel műve, A magyar literatura esmérete, az első magyar nyelvű irodalomtörténeti rendszerezés.

### 1808 a tudományban
- Humphry Davy felfedezi és elektrolitikus úton előállítja a kalciumot, báriumot, stronciumot, magnéziumot és bórt.[10]

### 1808 a zenében
- december 22. – Bemutatják Ludwig van Beethoven 6. szimfóniáját.

## Születések
- január 18. – Hajnik Pál ügyvéd, politikus, 1848-as belügyi tanácsos, majd országos rendőrfőnök († 1864)
- február 26. – Boka Károly cigányzenész. Kossuth Lajos kedvenc cigányprímása († 1860)
- február 26. – Honoré Daumier francia festőművész, szobrász, karikaturista, grafikus, litográfus († 1879)
- február 28. – Elias Parish Alvars angol zeneszerző, hárfaművész († 1849)
- április 13. – Antonio Meucci olasz feltaláló, aki nagy szerepet játszott a telefonkészülék kifejlesztésében († 1889)
- április 18. – Karacs Teréz pedagógus, a nőnevelés úttörője († 1892)
- április 20. – III. Napóleon francia császár († 1873)
- augusztus 15. – Alfred Reumont német diplomata, történetiró († 1887)
- szeptember 1. – Hugó Károly magyar drámaíró († 1877)
- október 6. – VII. Frigyes dán király († 1863)
- november 1. – Egressy Gábor magyar színész, rendező († 1866)
- december 29. - Andrew Johnson Tennessee állam kormányzója, Tennessee állam katonai kormányzója és az Amerikai Egyesült Államok 17. elnöke († 1875)

## Halálozások
- március 13. – VII. Keresztély, Dánia és Norvégia királya, Schleswig és Holstein hercege (* 1749)
- július 28. – III. Szelim, az Oszmán Birodalom 29. szultánja (* 1761)
- november 15. – IV. Musztafa, az Oszmán Birodalom 30. szultánja, kivégezték (* 1779)
- november 15. – Musztafa Bayrakdar, török nagyvezír (* 1755)
- december 27. – Dr. Nyulas Ferenc, Erdély főorvosa. Megmérgezték. (* 1758)